# Чипровски манастир
Чипровски Манастир „Свети Иван Рилски” је Бугарски православни манастир у Видинској епархији. Налази се на око пет километара североисточно од града на Чипровци у Монтанској области у северозападној Бугарској.

## Историја
Манастир су подигли бугаски католици у 10. веку. Од тада је рушен и обнављан више пута. На основу манастирских записа, претпоставља се да паљен и уништаван шест пута.
Први рушење манастира догодило се 1404. године, након устанка Константина и Фрузхина. Други пут након укидања Чипровског устанка 1688. године. Уништена и богата манастирска библиотека која је садржала вредне словенске књиге и иконе. Бугарски католици били су приморани на емиграцију. Манастир је остао потпуно напуштен.
Почетком 18. века Чипровски манастир населили су православи монаси. Манастир су преправили и прилагодили својој вери и обредима. Руски цар Павле први 1800. године поклонио је манастиру богослужанско јеванђеље са сребрним оковом, које се данас налази у Народном музеју у Бугарској.
1806. године, манастир је опљачкан и спаљен од стране Јусуфа-бега паша. Тада почиње серија пожара и покушаја поправки отклањања штета. Током 1818. изграђен је изнова да би десет година касније поново био спаљен.
Обнављан је поново 1829. године када је изграђена садашња црква „Светог Ивана Рилског”. Године 1837. је ватра поново уништила све. Понова обнова цркве уследила је након ослобођења.
Током устанка у северозападној Бугарској, манастир Чипровци био је склониште за неколико хиљада побуњеника.

## Архитектура
Манастирски комплекс састоји се од две цркве и две капеле. Саграђен је на три спрата. Куле са костурницом налази су у приземљу, капела на другом и звоник на трећем спрату. Комплекс је окружен каменим зидом са три улаза.
Због косог терена са спољне стране подсећа на импозантну тврђаву. Унутар комлекса ствара утисак да је ископан у земљи. Манастирско двориште је правоугаоног облика.
Западна и јужна страна заузимају зграде док су источна и северна страна ограђене каменим зидом.
У средини дворишта налази се манастир „Свети Иван Рилски” који датира из касног 18. века. Саграђен је 1829. године. То је издужено монолитна зграда, ниска купола без фресака. Иконостас је уклесан и украшен сликарством и позлатом, а неколико икона у њој дело су иконописца Христа Енчева.
На улазу костурницу се налази спомен плоча. У њој се урне монаха и погинулих у Чипровском устанку међу којима и Петра Парчевича, Манча Пунинга из села Бистрилитса и Варбана Пенева из села Белимела .
До друог спрата куле долазСветог Атанасијаи се спољним каменим степеницама. На њему се налази мала капела „Светог Атанасија”. Унутрашњост капеле потпуно је украшена фрескама. На последњем спрату налази се звоно.

## Манастир данас
Чипровски манастир сада је мушки манастир. Након рестаурације претворен је у споменик културе и задржао своју аутентичност.
Један је од често посећених туристичких објеката.
Уврштен је на листу 100 најзначајнијих националних туристичких објеката у Бугарској.
- Област Монтана Чипровски манастир
- Свети Иван Лирски
- Крст код манастира